# Afrikaner Broederbond
Der Afrikaner Broederbond (kurz AB oder Broederbond; deutsch Afrikaner-Bruderbund) war eine nationalistisch geprägte Organisation der afrikaanssprachigen (im Gegensatz zur englischsprachigen) europäischstämmigen Bevölkerung in Südafrika und dem damaligen Südwestafrika, die man üblicherweise als Buren bezeichnet. Die kulturell, ökonomisch und politisch aktive Vereinigung wurde als Jong Suid-Afrika im Mai 1918 gegründet und bereits 1919 in Afrikaner Broederbond umbenannt. Zwischen 1921 und 1993 verhielt sich diese Organisation in ihrem Selbstverständnis als Geheimbund.
Er wurde in der Folge des Zweiten Burenkriegs mit dem Ziel gegründet, die von Großbritannien geschlagene burische, weiße Bevölkerung zu sammeln und an die Macht zu bringen. Mit dem Wahlsieg im Jahr 1948 der Burenpartei, der Nasionale Party (englisch National Party), wurde dieses politische Ziel erreicht.
Der Broederbond stand stets in sehr engem Verhältnis mit der Nasionale Party und anderen politischen Organisationen der Buren. Er war damit ein ideologisches Zentrum für die rassistischen Verhältnisse (Apartheid) in Südafrika. Im Jahr 1993 veränderte man die Ziele und öffnete sich für die Mitgliedschaft von Frauen sowie nichtburischen Bevölkerungskreisen. Im Zuge dieser Transformation benannte sich der Afrikaner Broederbond um und trägt seither den Namen Afrikanerbond.

## Vorsitzende
nach

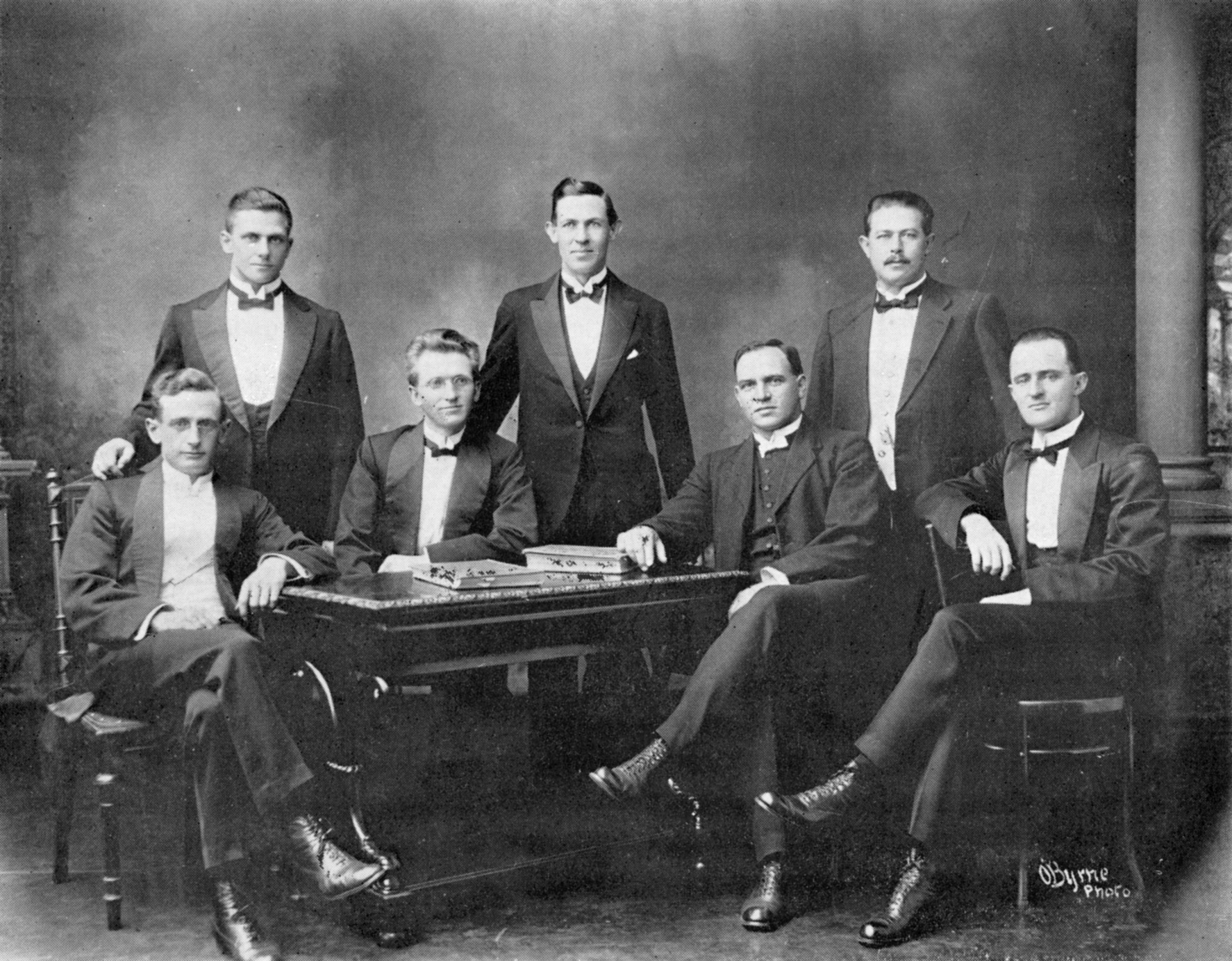
Die Führung des Broederbond, 1918.
Hinten (v. l. n. r.): Daniel H. C. du Plessis, J. Combrink, H. le R. Jooste.
Sitzend: L. J. Erasmus, Henning J. Klopper, Ds W. Nicol, J. E. Reeler

- 1918–1924: Henning Johannes Klopper
- 1924–1925: William Nicol
- 1925–1928: Johan Hendrik Greijbe
- 1928–1930: J. W. Potgieter
- 1930–1932: Lodewicus Johannes du Plessis (auch: Wikus du Plessis)[2]
- 1932–1938: Johannes Cornelis van Rooy
- 1938–1942: Nicolaas Diederichs
- 1942–1952: Johannes Cornelis van Rooy
- 1952–1960: Hendrik Bernardus Thom (Hochschullehrer, Rektor, Kanzler an der Universität Stellenbosch)
- 1960–1972: Pieter Johannes Meyer
- 1972–1974: Andries Petrus Treurnicht
- 1974–1980: Gerrit Viljoen (1985–1988 Minister of Co-operation and Development)
- 1980–1983: Carel Boshoff
- 1983–1993: Pieter de Lange, ehemaliger Rektor der Randse Afrikaanse Universiteit

## Rezeption
- In Henning Mankells Roman Die weiße Löwin sind Mitglieder des Broederbond die Drahtzieher hinter einem fiktiven geplanten Attentat auf Nelson Mandela.
- Der „Afrikaanse Broederbond“ spielt eine wichtige Rolle in den Folgen 10–12 (zweite Staffel, fünfte Episode) der Fernsehserie Das unsichtbare Visier.